# Justo Sansebastián
Justo Sansebastián war ein mexikanischer Fußballspieler, der zu Beginn der Saison 1932/33 zum CF Asturias kam, mit dem er in der Saison 1938/39 den Meistertitel gewann. Bereits ein Jahr vorher war er von der mexikanischen Schiedsrichtervereinigung zum vorbildlichsten und diszipliniertesten Spieler gewählt worden. Sansebastián war der erste Spieler, dem eine solche Auszeichnung verliehen wurde. 
Im September 1937 bestritt er zwei Länderspiele für die mexikanische Nationalmannschaft, die gegen die USA mit 7:2 und 7:3 gewonnen wurden. 

## Erfolge
- Meister: 1938/39
- Pokalsieger: 1934, 1937, 1939